# 姬延芳
姬延芳（1953年—）河南省社旗县人，中国人民武装警察部队少将。

## 生平
姬延芳曾先后在北京涿州飞行大队、武警北京总队任连长、营长、团长、师长等职。曾任空军第六飞行学院地面训练科科长、副院长，武警部队司令部管理处副处长、管理局副局长及局长，武警部队后勤部副部长（副军级）。2002年授中国人民武装警察部队少将警衔。2010年1月，出任武警部队副参谋长（正军级）。